# 1,1,1-trifluoracetylaceton
1,1,1-trifluoracetylaceton je organická sloučenina se vzorcem CH3COCHC(OH)CF3. Tato bezbarvá kapalina se, podobně jako ostatní 1,3-diketony, používá na přípravu heterocyklických sloučenin, například pyrazolů, a chelátových komplexů s kovy.
Připravuje se kondenzacemi fluorovaných esterů kyseliny trifluoroctové s acetonem.
Tato sloučenina se, jak bylo zjištěno protonovou NMR, vyskytujepřevážně (97 % při 33 °C) jako enol; za stejných podmínek je acetylaceton v enolové formě z 85 a hexafluoracetylaceton ze 100 %.